# غمار بوسني
غمار بوسني (الاسم العلمي: Gammarus bosniacus) هو نوع من المفصليات يتبع جنس الغمار من الفصيلة الغمارية.